# Dudu Georgescu
Dudu Georgescu (ur. 1 września 1950 w Bukareszcie) – rumuński piłkarz, reprezentant kraju, grający na pozycji napastnika.

## Kariera klubowa
Georgescu karierę klubową zaczynał w 1969 w zespole Progresul Bukareszt. Już w pierwszym sezonie gry dla Progresulu zdobył mistrzostwo Ligi II. Sezon 1970/71 to debiut Georgescu w Liga I, zakończony spadkiem Progresulu. W 1973 przeniósł się do FCM Reșița, dla którego w 12 spotkaniach strzelił 7 bramek, czym zwrócił uwagę największych klubów w kraju.
Jeszcze w tym samym roku zakupił go klub FC Dinamo Bukareszt. W zespole odnosił największe sukcesy w karierze. Czterokrotnie zdobył mistrzostwo Ligi I w sezonach 1974/75, 1976/77, 1981/82 i 1982/83. Raz sięgnął z drużyną po Puchar Rumunii w sezonie 1981/82. Do sukcesów drużynowych dorzucił także osiągnięcia indywidualne, takie jak czterokrotnie zdobyta korona króla strzelców Liga I w sezonach 1974/75 (33 bramki), 1975/76 (31 bramek), 1976/77 (47 bramek) i 1977/78 (24 bramki). Znakomite wyniki strzeleckie w sezonach 1974/75 i 1976/77 pozwolili Georgescu dwukrotnie sięgnąć po Europejskiego Złotego Buta dla najskuteczniejszego strzelca w ligach europejskich. Został również wybrany Piłkarzem roku w Rumunii w 1976. Przez 10 lat gry w barwach Dinama rozegrał 260 spotkań, w których 207 razy pokonywał bramkarzy rywali.
W 1983 na rok odszedł do FCM Bacău, a rok później dołączył do Glorii Buzau. Następnie występował w Flacara Moreni i Muscelulu Campulung. Karierę piłkarską zakończył w 1988 w klubie Unirea Urziceni.
| Sezon   | Klub                | Kraj    | Rozgrywki | Mecze | Bramki |
| ------- | ------------------- | ------- | --------- | ----- | ------ |
| 1969/70 | Progresul Bukareszt | Rumunia | Liga II   | 27    | 0      |
| 1970/71 | Progresul Bukareszt | Rumunia | Liga I    | 28    | 5      |
| 1971/72 | Progresul Bukareszt | Rumunia | Liga II   | 25    | 0      |
| 1972/73 | Progresul Bukareszt | Rumunia | Liga II   | 14    | 0      |
| 1972/73 | FCM Reșița          | Rumunia | Liga I    | 12    | 7      |
| 1973/74 | Dinamo Bukareszt    | Rumunia | Liga I    | 33    | 21     |
| 1974/75 | Dinamo Bukareszt    | Rumunia | Liga I    | 31    | 33     |
| 1975/76 | Dinamo Bukareszt    | Rumunia | Liga I    | 32    | 31     |
| 1976/77 | Dinamo Bukareszt    | Rumunia | Liga I    | 31    | 47     |
| 1977/78 | Dinamo Bukareszt    | Rumunia | Liga I    | 33    | 24     |
| 1978/79 | Dinamo Bukareszt    | Rumunia | Liga I    | 27    | 13     |
| 1979/80 | Dinamo Bukareszt    | Rumunia | Liga I    | 19    | 9      |
| 1980/81 | Dinamo Bukareszt    | Rumunia | Liga I    | 22    | 13     |
| 1981/82 | Dinamo Bukareszt    | Rumunia | Liga I    | 24    | 11     |
| 1982/83 | Dinamo Bukareszt    | Rumunia | Liga I    | 8     | 5      |
| 1983/84 | FCM Bacău           | Rumunia | Liga I    | 22    | 4      |
| 1984/85 | Gloria Buzau        | Rumunia | Liga I    | 28    | 16     |
| 1985/86 | Gloria Buzau        | Rumunia | Liga I    | 16    | 11     |
| 1986/87 | Flacara Moreni      | Rumunia | Liga I    | 4     | 2      |
| 1986/87 | Muscelul Campulung  | Rumunia | Liga III  |       |        |
| 1987/88 | Unirea Urziceni     | Rumunia | Liga III  |       |        |

## Kariera reprezentacyjna
Georgescu w reprezentacji Rumunii zadebiutował 14 października 1973 w wygranym 9:0 meczu eliminacji do Mistrzostw Świata 1974 z Finlandią. Georgescu w tym spotkaniu strzelił debiutancką bramkę.
Georgescu zagrał dla Rumunii m.in. eliminacjach do Mistrzostw Europy 1976 (5 spotkań/4 bramki), Mistrzostw Świata 1978 (4 mecze/2 gole), Mistrzostw Europy 1980 (2 mecze/2 bramki), oraz Mistrzostw Świata 1982 (1 mecz) i Mistrzostw Europy 1984 (1 mecz). Nie było mu dane zakwalifikować się na żadną z tych imprez.
Ostatni raz w drużynie narodowej pojawił się 31 lipca 1984 w wygranym 1:0 spotkaniu z Chinami. Łącznie w latach 1973–1984 Georgescu zagrał w 40 spotkaniach, w których strzelił 21 bramek.
| Mecze i gole w reprezentacji | Mecze i gole w reprezentacji | Mecze i gole w reprezentacji | Mecze i gole w reprezentacji | Mecze i gole w reprezentacji | Mecze i gole w reprezentacji | Mecze i gole w reprezentacji |
| #                            | Data                         | Miasto                       | Przeciwnik                   | Gol                          | Wynik                        | Rozgrywki                    |
| ---------------------------- | ---------------------------- | ---------------------------- | ---------------------------- | ---------------------------- | ---------------------------- | ---------------------------- |
| 1.                           | 14.10.1973                   | Bukareszt                    | Finlandia                    | Gol                          | 9:0                          | El. MŚ 1974                  |
| 2.                           | 17.04.1974                   | São Paulo                    | Brazylia                     |                              | 0:2                          | towarzyski                   |
| 3.                           | 22.04.1974                   | Buenos Aires                 | Argentyna                    |                              | 1:2                          | towarzyski                   |
| 4.                           | 23.07.1974                   | Konstanca                    | Japonia                      |                              | 4:1                          | towarzyski                   |
| 5.                           | 04.12.1974                   | Tel Awiw                     | Izrael                       |                              | 1:0                          | towarzyski                   |
| 6.                           | 19.03.1975                   | Stambuł                      | Turcja                       |                              | 1:1                          | towarzyski                   |
| 7.                           | 31.03.1975                   | Praga                        | Czechosłowacja               |                              | 1:1                          | towarzyski                   |
| 8.                           | 17.04.1975                   | Madryt                       | Hiszpania                    |                              | 1:1                          | El. ME 1976                  |
| 9.                           | 11.05.1975                   | Bukareszt                    | Dania                        | Gol · Gol                    | 6:1                          | El. ME 1976                  |
| 10.                          | 01.06.1975                   | Bukareszt                    | Szkocja                      | Gol                          | 1:1                          | El. ME 1976                  |
| 11.                          | 12.10.1975                   | Bukareszt                    | Turcja                       |                              | 2:2                          | towarzyski                   |
| 12.                          | 16.11.1975                   | Bukareszt                    | Hiszpania                    | Gol                          | 2:2                          | El. ME 1976                  |
| 13.                          | 29.11.1975                   | Bukareszt                    | ZSRR                         |                              | 2:2                          | towarzyski                   |
| 14.                          | 17.12.1975                   | Glasgow                      | Szkocja                      |                              | 1:1                          | El. ME 1976                  |
| 15.                          | 05.06.1976                   | Mediolan                     | Włochy                       | Gol                          | 2:4                          | towarzyski                   |
| 16.                          | 02.07.1976                   | Teheran                      | Iran                         |                              | 2:2                          | towarzyski                   |
| 17.                          | 22.09.1976                   | Bukareszt                    | Czechosłowacja               | Gol                          | 1:1                          | towarzyski                   |
| 18.                          | 06.10.1976                   | Praga                        | Czechosłowacja               | Gol                          | 2:3                          | towarzyski                   |
| 19.                          | 23.03.1977                   | Bukareszt                    | Turcja                       | Gol                          | 4:0                          | Balkan Cup                   |
| 20.                          | 16.04.1977                   | Bukareszt                    | Hiszpania                    |                              | 1:0                          | El. MŚ 1978                  |
| 21.                          | 27.04.1977                   | Bukareszt                    | NRD                          |                              | 1:1                          | towarzyski                   |
| 22.                          | 08.05.1977                   | Zagrzeb                      | Jugosławia                   | Gol                          | 2:0                          | El. MŚ 1978                  |
| 23.                          | 05.08.1977                   | Teheran                      | Iran                         |                              | 0:0                          | towarzyski                   |
| 24.                          | 14.08.1977                   | Rabat                        | Czechosłowacja               | Gol · Gol                    | 3:1                          | towarzyski                   |
| 25.                          | 21.09.1977                   | Bukareszt                    | Grecja                       | Gol                          | 6:1                          | towarzyski                   |
| 26.                          | 26.10.1977                   | Madryt                       | Hiszpania                    |                              | 0:2                          | El. MŚ 1978                  |
| 27.                          | 13.11.1977                   | Bukareszt                    | Jugosławia                   | Gol                          | 4:6                          | El. MŚ 1978                  |
| 28.                          | 22.03.1978                   | Stambuł                      | Turcja                       | Gol                          | 1:1                          | Balkan Cup                   |
| 29.                          | 05.04.1978                   | Buenos Aires                 | Argentyna                    |                              | 0:2                          | towarzyski                   |
| 30.                          | 14.05.1978                   | Bukareszt                    | ZSRR                         |                              | 0:1                          | towarzyski                   |
| 31.                          | 31.05.1978                   | Sofia                        | Bułgaria                     |                              | 1:1                          | Balkan Cup                   |
| 32.                          | 15.11.1978                   | Walencja                     | Hiszpania                    |                              | 0:1                          | El. ME 1980                  |
| 33.                          | 21.03.1979                   | Bukareszt                    | Grecja                       | Gol                          | 3:0                          | towarzyski                   |
| 34.                          | 04.04.1979                   | Krajowa                      | Hiszpania                    | Gol · Gol                    | 2:2                          | El. ME 1980                  |
| 35.                          | 01.06.1979                   | Berlin                       | NRD                          |                              | 0:1                          | towarzyski                   |
| 36.                          | 10.10.1981                   | Bukareszt                    | Szwajcaria                   |                              | 1:2                          | El. MŚ 1982                  |
| 37.                          | 15.07.1982                   | Suczawa                      | Japonia                      | Gol                          | 4:0                          | towarzyski                   |
| 38.                          | 18.07.1982                   | Bukareszt                    | Japonia                      | Gol · Gol                    | 3:1                          | towarzyski                   |
| 39.                          | 08.09.1982                   | Bukareszt                    | Szwecja                      |                              | 2:0                          | El. ME 1984                  |
| 40.                          | 31.07.1984                   | Buzău                        | Chiny                        |                              | 1:0                          | towarzyski                   |

## Sukcesy
Progresul Bukareszt
- Mistrzostwo Liga II (1): 1969/70

Dinamo Bukareszt
- Mistrzostwo Liga I (4): 1974/75, 1976/77, 1981/82, 1982/83
- Puchar Rumunii (1): 1981/82
- Król strzelców Liga I (4): 1974/75 (33 bramki), 1975/76 (31 bramek), 1976/77 (47 bramek), 1977/78 (24 bramki)
- Europejski Złoty But (2): 1975, 1977
- Piłkarz roku w Rumunii (1): 1976